# Chimica dei polimeri e delle macromolecole

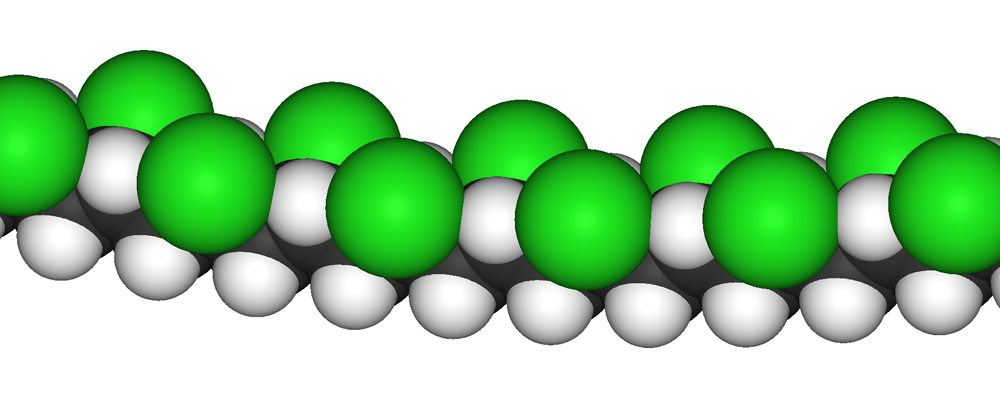
Struttura 3D del PVC

La chimica dei polimeri e delle macromolecole è una scienza multidisciplinare che studia la sintesi chimica e le proprietà chimiche e chimico-fisiche dei polimeri e delle macromolecole.
Secondo le indicazioni della IUPAC, il termine "macromolecola" si riferisce a composti a elevato peso molecolare, che possono essere caratterizzati sia da ripetizione di unità monomeriche che dalla presenza di un macrociclo. La parola "polimero" descrive invece una sostanza formata da un insieme di macromolecole (aventi una distribuzione dei pesi molecolari più o meno ampia).

## Polimeri e loro proprietà
Schematicamente i polimeri possono suddividersi in polimeri naturali (o biopolimeri) e polimeri sintetici. Ciascuna di queste classi di composti può a sua volta ulteriormente suddividersi in sottoclassi più specifiche in relazione al loro ruolo, utilizzo o proprietà chimico-fisiche caratteristiche. La biochimica e la chimica industriale sono discipline che si interessano ai polimeri in modo contiguo alla chimica delle macromolecole.
- Biopolimeri prodotti da organismi viventi
  - proteine strutturali (ad esempio: collagene, cheratina, elastina)
  - proteine funzionali (ad esempio: enzimi, ormoni, proteine di trasporto)
  - polisaccaridi strutturali (ad esempio: cellulosa, chitina)
  - polisaccaridi di riserva (ad esempio: amido, glicogeno)
  - acidi nucleici
- Polimeri sintetici, destinati a svariati usi industriali e di consumo (ad esempio: materie plastiche, vernici, materiali per l'edilizia, parti meccaniche, adesivi e colle):
  - polimeri termoplastici (ad esempio: polietilene, Teflon, polipropilene, nylon, celluloide)
  - polimeri termoindurenti (ad esempio: gomma vulcanizzata, Bachelite, Kevlar, resine epossidiche).

Un polimero viene ottenuto per polimerizzazione di più unità monomeriche identiche, mentre un copolimero è ottenuto da diversi tipi di monomeri. Proprietà chimiche salienti dei polimeri sono: il grado di polimerizzazione, il peso molecolare medio, la tatticità, il tipo di successione monomerica nei copolimeri, il grado di ramificazione, i gruppi terminali, la presenza di reticolazioni (cross-link). Altre proprietà da considerare sono quelle chimico-fisiche quali la cristallinità, il punto di fusione e la temperatura di transizione vetrosa; inoltre, per polimeri in soluzione, vengono anche considerate la solubilità, la viscosità e la tendenza a gelificare.
Nello studio e caratterizzazione dei polimeri, come per la determinazione della forma, dimensione e peso molecolare medio, sono utilizzate comunemente tecniche quali: la diffrazione dei raggi X, l'osmometria, lo scattering di luce laser, la viscosimetria, l'ultracentrifugazione, la cromatografia a permeazione di gel e la spettrometria MALDI-TOF. Molto utilizzata in questo campo, in particolare per i polimeri biologici, è anche l'elettroforesi.